# Bayesiskt nätverk
Ett bayesiskt nätverk, bayesianskt nätverk eller nät är en grafisk modell för sannolikhet. Den föreställer en mängd av tillfälliga variabler och deras betingade samband framställda med hjälp av en riktad acyklisk graf (en riktad graf som saknar cykler). Ett sådant nät är uppbyggt av noder, knutpunkter, som är beroende av varandra. Om det finns två noder, A och B, där B är beroende av A, innebär det att A är "förälder" till B. Med hjälp av ett bayesiskt nätverk kan man beräkna sannolikheter för olika utfall, där hänsyn tas till alla faktorer som kan spela in. Exempelvis om föräldranoderna är {\displaystyle m} boolska variabler, så kan sannolikhetsfunktionen representeras i en tabell av {\displaystyle 2^{m}} noteringar. Det är en för var och en av de {\displaystyle 2^{m}} möjliga kombinationerna av föräldranodernas möjlighet att vara sanna eller falska.
Användningsområden finns inom medicin, bildbehandling och beslutsstödsystem, bland annat för skräpposthantering eller textinmatning i mobiltelefon. Fördelar ligger i att en stor mängd data kan behandlas snabbt och kostnadseffektivt.

## Definitioner och begrepp
Det finnes flera ekvivalenta definitioner av bayesiska nätverk. För de följande definitionerna låt G = (V,E) vara en riktat acyklisk graf (eng: DAG), och låt X = (Xv)v ∈ V vara en mängd av tillfälliga variabler betecknade med V.

### Faktoriell definition
X är ett bayesiskt nätverk med hänsyn till G, om deras gemensamma sannolikhets täthetsfunktion kan beskrivas som en produkt av de individuella täthetsfunktionerna, betingat av deras föräldravariabler: 
{\displaystyle p(x)=\prod _{v\in V}p{\big (}x_{v}\,{\big |}\,x_{\operatorname {pa} (v)}{\big )}},
där pa(v) är mängden föräldrar till v (t.ex. de toppunkter som pekar direkt till v via en enkel kant).
För en godtycklig mängd av tillfälliga variabler, bräknas sannolikheten av vilket som helst medlem av gemensam fördelning (eng: joint distribution) utifrån betingade sannolikheter genom att använda (eng: chain rule)kedjeregeln som följer:
{\displaystyle \mathrm {P} (X_{1}=x_{1},\ldots ,X_{n}=x_{n})=\prod _{v=1}^{n}\mathrm {P} (X_{v}=x_{v}\mid X_{v+1}=x_{v+1},\ldots ,X_{n}=x_{n})}
Sammanknytes denna med definitionen ovan, kan det skrivas som:
{\displaystyle \mathrm {P} (X_{1}=x_{1},\ldots ,X_{n}=x_{n})=\prod _{v=1}^{n}\mathrm {P} (X_{v}=x_{v}\mid X_{j}=x_{j}} för varje {\displaystyle X_{j}\,}, som är en förälder till {\displaystyle X_{v}\,}
Skillnaden mellan de två uttryckena är variablenas betingade oberoendet från vilken som helst av deras ikke-efterkommande, givet värdena till deras föräldravariabler.

### Lokal Markovegenskap
X är ett bayesiskt nätverk med hänsyn till G, om det uppfyller den lokala Markovegenskapen. Det vill säga att varje variabel är betingat oberoende av dess ikke-efterkommande, givet att dess föräldravariabler följer :
{\displaystyle X_{v}\perp \!\!\!\perp X_{V\setminus \operatorname {de} (v)}\,|\,X_{\operatorname {pa} (v)}\quad {\text{för alla }}v\in V}
där de(v) är mängden av efterkommande av v.
Detta kan även uttryckas på en form som är maken till den första definitionen: 
{\displaystyle \mathrm {P} (X_{v}=x_{v}\mid X_{i}=x_{i}} för varje {\displaystyle X_{i}\,} som inte är en efterkommande till {\displaystyle X_{v}\,)=P(X_{v}=x_{v}\mid X_{j}=x_{j}} för varje {\displaystyle X_{j}\,} som är föräldrar till {\displaystyle X_{v}\,)}
Lägg märke till att mängden av föräldrar är en delmängd av mängden av icke-efterkommande, därför att grafen är acyklisk.